# آرثر غولد
آرثر غولد (بالإنجليزية: Arthur Gould)‏ (و. 1864 – 1919 م) هو لاعب اتحاد الرغبي، وحكم إتحاد الرغبي ‏ بريطاني، ولد في نيوبورت، بدأ مشواره المهني سنة 1882، مركز لعبه هو ظهير ‏، توفي في نيوبورت، عن عمر يناهز 55 عاماً.